# Bordeus-París
La Bordeus-París va ser un cursa ciclista que es va disputar entre 1891 i 1988, per a un total de 86 edicions.
Era una prova ciclista única en el seu gènere, per la seva llargada i duresa (prop de 600 km) i pel seu desenvolupament. Durant la segona part de la cursa els ciclistes es posaven darrere un enginy motoritzar anomenat derny, que era conduït per l'entrenador, per tal de reduir la resistència amb l'aire, cosa que permetia als ciclistes aconseguir velocitats de l'ordre dels 50 a 60 km/h. El reglament va patir nombroses adaptacions amb el pas dels anys.
Aquesta mateixa cosa que la feia única en motivà la seva desaparició, ja que cada vegada era més difícil que els ciclistes correguessin curses de 600 km en un sol dia.
Herman Van Springel té el rècord de victòries, amb un total de set.

## Palmarès
| Any                                                            | Vencedor                             | Segon                                | Tercer                  |
| -------------------------------------------------------------- | ------------------------------------ | ------------------------------------ | ----------------------- |
| 1891                                                           | George Pilkington Mills              | Montague Holbein                     | Selmyn-Francis Edges    |
| 1892                                                           | Auguste Stéphane                     | Célestin Vigneaux                    | Charles Hoden           |
| 1893                                                           | Louis Cottereau                      | Auguste Stéphane                     | Jean-Marie Corre        |
| 1894                                                           | Lucien Lesna                         | Charles Lucas                        | John Dunlop Lumsden     |
| 1895                                                           | Charles Meyer                        | Jean-Marie Corre                     | Henri Coullibeuf        |
| 1896                                                           | Arthur Linton & Gaston Rivierre      | Arthur Linton & Gaston Rivierre      | Marius Thé              |
| 1897                                                           | Gaston Rivierre                      | Mathieu Cordang                      | Charles Meyer           |
| 1898                                                           | Gaston Rivierre                      | Maurice Garin                        | Thaddäus Robl           |
| 1899                                                           | Constant Huret                       | Josef Fischer                        | Maurice Garin           |
| 1900                                                           | Josef Fischer                        | Maurice Garin                        | Ambroise Garin          |
| 1901                                                           | Lucien Lesna                         | Hippolyte Aucouturier                | Jean Fischer            |
| 1902                                                           | Édouard Wattelier                    | Michel Frederick                     | Ambroise Garin          |
| 1902                                                           | Maurice Garin                        | Lucien Lesna                         | Jean Fischer            |
| 1903                                                           | Hippolyte Aucouturier                | Léon Georget                         | Arthur Pasquier         |
| 1904                                                           | Fernand Augereau                     | Jean Dergassies                      | Georges Fleury          |
| 1905                                                           | Hippolyte Aucouturier                | René Pottier                         | Henri Cornet            |
| 1906                                                           | Marcel Cadolle                       | Henri Cornet                         | Louis Trousselier       |
| 1907                                                           | Cyrille Van Hauwaert                 | Augustin Ringeval                    | Gustave Garrigou        |
| 1908                                                           | Louis Trousselier                    | Cyrille Van Hauwaert                 | Emile Georget           |
| 1909                                                           | Cyrille Van Hauwaert                 | Louis Trousselier                    | Emile Georget           |
| 1910                                                           | Emile Georget                        | Louis Trousselier                    | Léon Georget            |
| 1911                                                           | Francois Faber                       | Gustave Garrigou                     | Jules Messelis          |
| 1912                                                           | Emile Georget                        | Lucien Petit-Breton                  | Gustave Garrigou        |
| 1913                                                           | Louis Mottiat                        | Cyrille Van Hauwaert                 | René Vanderberghe       |
| 1914                                                           | Paul Deman                           | Marcel Buysse                        | Cyrille Van Hauwaert    |
| 1915-1918. No disputada per culpa de la Primera Guerra Mundial |                                      |                                      |                         |
| 1919                                                           | Henri Pélissier                      | Louis Heusghem                       | Albert Dejonghe         |
| 1920                                                           | Eugène Christophe                    | Louis Heusghem                       | Louis Mottiat           |
| 1921                                                           | Eugène Christophe                    | Jean Alavoine                        | Philippe Thys           |
| 1922                                                           | Francis Pélissier                    | Louis Mottiat                        | Émile Masson pare       |
| 1923                                                           | Émile Masson pare                    | Francis Pélissier                    | Louis Mottiat           |
| 1924                                                           | Francis Pélissier                    | Émile Masson pare                    | Jean Alavoine           |
| 1925                                                           | Henri Suter                          | Gérard Debaets                       | Hector Martin           |
| 1926                                                           | Adelin Benoit                        | Julien Delbecque                     | Lucien Buysse           |
| 1927                                                           | Georges Ronsse                       | Adelin Benoit                        | Gustaaf van Slembroeck  |
| 1928                                                           | Hector Martin                        | Maurice Dewaele                      | Ernest Neuhard          |
| 1929                                                           | Georges Ronsse                       | Hector Martin                        | Joseph Demuysere        |
| 1930                                                           | Georges Ronsse                       | Francis Pélissier                    | Joseph Demuysere        |
| 1931                                                           | Bernard van Rysselberghe             | Romain Gijssels                      | Frans Bonduel           |
| 1932                                                           | Romain Gijssels                      | Frans Bonduel                        | Alfons Schepers         |
| 1933                                                           | Fernand Mithouard                    | Bernard van Rysselberghe             | Romain Gijssels         |
| 1934                                                           | Jean Noret                           | Raymond Louviot                      | Julien Moineau          |
| 1935                                                           | Edgard de Caluwe                     | Julien Moineau                       | Jules Merviel           |
| 1936                                                           | Paul Chocque                         | Jules Rossi                          | Benoit Faure            |
| 1937                                                           | Joseph Somers                        | Louis Thietard                       | Benoit Faure            |
| 1938                                                           | Marcel Adalbert Laurent              | René Walschot                        | Jules Rossi             |
| 1939                                                           | Marcel Adalbert Laurent              | René Walschot                        | Jean Majerus            |
| 1940-1945. No disputada per culpa de la Segona Guerra Mundial  |                                      |                                      |                         |
| 1946                                                           | Émile Masson fill                    | Joseph Somers                        | Joseph Soffietti        |
| 1947                                                           | Joseph Somers                        | Albert Dubuisson                     | Roger Leveque           |
| 1948                                                           | Ange le Strat                        | Gérard Buyl                          | René Walschot           |
| 1949                                                           | Jesus Moujica                        | Émile Masson fill                    | Eloi Tassin             |
| 1950                                                           | Wim van Est                          | Maurice Diot                         | Joseph Somers           |
| 1951                                                           | Bernard Gauthier                     | Wim van Est                          | Maurice Diot            |
| 1952                                                           | Wim van Est                          | Maurice Diot                         | Jean Gueguen            |
| 1953                                                           | Ferdi Kübler                         | Wim van Est                          | Guido de Santi          |
| 1954                                                           | Bernard Gauthier                     | Wim van Est                          | Fiorenzo Magni          |
| 1955. No disputada                                             |                                      |                                      |                         |
| 1956                                                           | Bernard Gauthier                     | Stan Ockers                          | Jean-Marie Cieleska     |
| 1957                                                           | Bernard Gauthier                     | Jacques Dupont                       | François Mahé           |
| 1958                                                           | Jean-Marie Cieleska                  | Pino Cerami                          | Jos Hoevenaers          |
| 1959                                                           | Louis Bobet                          | Roger Hassenforder                   | Guillaume van Tongerloo |
| 1960                                                           | Marcel Janssens                      | François Mahé                        | Petrus Oellibrandt      |
| 1961                                                           | Wim van Est                          | Louison Bobet                        | Camille Le Menn         |
| 1962                                                           | Jo de Roo                            | François Mahé                        | Marcel Janssens         |
| 1963                                                           | Tom Simpson                          | Piet Rentmeester                     | Bastian Maliepaard      |
| 1964                                                           | Michel Nedelec                       | Jean Stablinski                      | Theo Nijs               |
| 1965                                                           | Jacques Anquetil                     | Jean Stablinski                      | Tom Simpson             |
| 1966                                                           | Jan Janssen                          | Joseph Groussard                     | Jean-Claude Lefebvre    |
| 1967                                                           | Georges van Coningsloo               | Herman van Springel                  | Noël Foré               |
| 1968                                                           | Émile Bodart                         | Raymond Delisle                      | Rolf Wolfshohl          |
| 1969                                                           | Walter Godefroot                     | Jan Janssen                          | Michel Perin            |
| 1970                                                           | Herman van Springel                  | Lucien Aimar                         | Roger Rosiers           |
| 1971-1972. No disputada                                        |                                      |                                      |                         |
| 1973                                                           | Enzo Mattioda                        | Cyrille Guimard                      | Walter Godefroot        |
| 1974                                                           | Herman van Springel & Régis Delépine | Herman van Springel & Régis Delépine | Leif Mortensen          |
| 1975                                                           | Herman Van Springel                  | Régis Delépine                       | Robert Mintkiewicz      |
| 1976                                                           | Walter Godefroot                     | Herman Van Springel                  | André Chalmel           |
| 1977                                                           | Herman van Springel                  | Walter Godefroot                     | André Chalmel           |
| 1978                                                           | Herman van Springel                  | Roger Rosiers                        | Régis Delepine          |
| 1979                                                           | André Chalmel                        | Régis Delépine                       | Herman Van Springel     |
| 1980                                                           | Herman van Springel                  | Roland Berland                       | Joaquim Agostinho       |
| 1981                                                           | Herman Van Springel                  | Ferdi van den Haute                  | Maurice Le Guilloux     |
| 1982                                                           | Marcel Tinazzi                       | Maurice Le Guilloux                  | Pascal Poisson          |
| 1983                                                           | Gilbert Duclos-Lassalle              | Etienne van der Helst                | Dominique Sanders       |
| 1984                                                           | Hubert Linard                        | Maurice Le Guilloux                  | Pierre Bazzo            |
| 1985                                                           | René Martens                         | Gilbert Duclos-Lassalle              | Guy Gallopin            |
| 1986                                                           | Gilbert Glaus                        | Guy Gallopin                         | Bernard Vallet          |
| 1987                                                           | Bernard Vallet                       | Gilbert Duclos-Lassalle              | Guy Gallopin            |
| 1988                                                           | Jean-François Rault                  | Bernard Chesneau                     | Henri Dorgelo           |